# Alejandro Cabeza
Alejandro Jair Cabeza Martínez (Esmeraldas, 11 marzo 1997) è un calciatore ecuadoriano, attaccante dell'LDU Quito.

## Carriera

### Nazionale
Ha giocato nelle nazionali giovanili ecuadoriane Under-20 ed Under-23; nel 2019 ha inoltre giocato anche una partita con la nazionale maggiore.

## Palmarès

### Club

#### Competizioni internazionali
- Coppa Sudamericana: 1

Independiente del Valle: 2019

#### Competizioni nazionali
- Copa Ecuador: 1

El Nacional: 2024